# الحبيب الغريبي
الحبيب الغريبي (17 يناير 1960 -) هو صحفي ومذيع تونسي.

## حياته
من مواليد 17 يناير 1960. عمل الحبيب في قناة أبو ظبي بين 1998 و2004 م والتحق بعدها بقناة الجزيرة حيث يعمل فيها كمذيع أخبار ومقدم برنامج الشاهد.

## وصلات خارجية
- صفحته على موقع الجزيرة